# Pour It Up
«Pour It Up» (укр. Заливай) — пісня барбадоської співачки Ріанни з її сьомого альбому Unapologetic. Пісня вийшла як сингл з альбому 8 січня 2013 року, а прем'єра відео відбулась аж 2 жовтня того ж року на YouTube.